# José Bautista Chícheri
José Bautista Chícheri fou un polític espanyol, diputat a les Corts Espanyoles durant la restauració borbònica.
Era membre del Partit Liberal Fusionista i de l'Ateneo de Madrid, home de confiança de Práxedes Mateo Sagasta. A les eleccions generals espanyoles de 1886 fou elegit diputat pel districte de Caguas (Puerto Rico). Després s'establí al País Valencià, on aconseguí ser elegit diputat pel districte de Pego a les eleccions generals espanyoles de 1893 i 1898.